# Rob McElhenney
Rob McElhenney est un acteur, réalisateur, producteur et scénariste américain né le 14 avril 1977 à Philadelphie. Il est connu pour son rôle de Ronald "Mac" Donald dans la série télévisée Philadelphia dont il est d’ailleurs le créateur et producteur délégué.

## Biographie

### Jeunesse
Rob McElhenney est né à Philadelphie, en Pennsylvanie. Il est irlando-américain. Il a été diplômé de Waldron Mercy Academy en 1991 et de Saint-Joseph's Preparatory School en 1995.

### Carrière
McElhenney fait ses débuts au cinéma avec un petit rôle dans Ennemis rapprochés et a suivi avec Préjudice (A Civil Action), Wonder Boys, et Thirteen Conversations About One Thing. Plus tard, il a eu des rôles plus importants dans La Tentation d'Aaron et The Tollbooth (en). McElhenney a également joué un petit rôle dans la huitième saison de New York, police judiciaire.
En 2004, Rob McElhenney a comme projet de créer un sitcom. Son manager et agent présente alors ce projet à la chaine câblée FX, qui le reçoit chaleureusement. Rob a déclaré que 50 semaines par an sont consommées en jouant, produisant et écrivant pour sa série, mais il a trouvé le temps d'apparaître dans la saison 3 de Lost : Les Disparus. Ce fut à la suite de la rencontre de McElhenney et de Damon Lindelof, cocréateur et producteur délégué de Lost, fan de Philadelphia, et qui lui a alors offert un petit rôle dans un épisode.
Le 21 juillet 2015, Vu Bui, le PDG de Mojang Studios, annonce que Rob McElhenney réalisera Minecraft, le film, prévu pour mai 2019, mais c'est finalement Peter Sollett qui en assurera la réalisation pour une sortie en 2022.
Depuis 2020, il est producteur, co-créateur, et acteur principal de la série Mythic Quest sur Apple TV+.

### Vie personnelle
Rob et Kaitlin Olson se sont mariés le 27 septembre 2008 en Californie. Ils se sont rencontrés sur le tournage de sa série, Philadelphia. Ils ont eu leur premier enfant, un garçon, en 2010. On peut d'ailleurs l'apercevoir dans le dernier épisode de la sixième saison de Philadelphia. Leur deuxième enfant est né en avril 2012.